# Rudolf Bonnet
Johan Rudolf Bonnet (30 mars 1895, Amsterdam - 18 avril 1978, Laren) était un peintre néerlandais qui a passé une grande partie de sa vie à Ubud, sur l'île indonésienne de Bali.

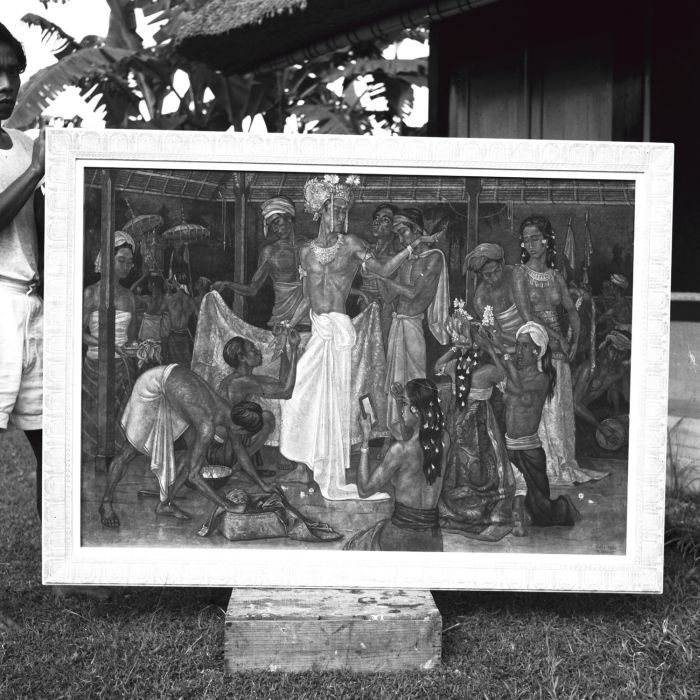
Tableau intitulé Habillez-vous pour le spectacle de Rudolf Bonnet, dans le jardin du peintre à Ubud (Bali)

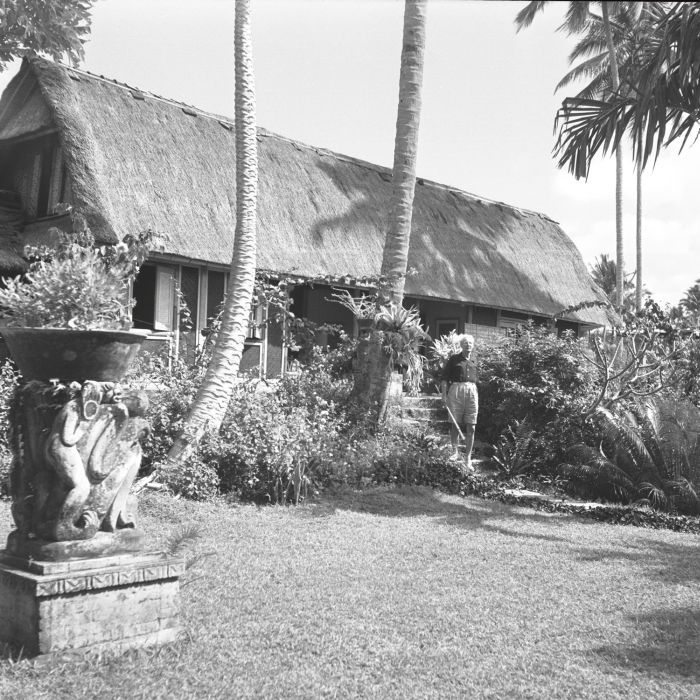
Rudolf Bonnet devant sa maison dans les années 1950

## Vie
Il est né dans une famille néerlandaise huguenote descendant d'une famille bakers depuis plusieurs générations. Il a rejoint l'Académie royale des beaux-arts d'Amsterdam.
Il a été invité à vivre à Ubud en 1929 par Cokorde Gede Raka Sukawati. Il a été obligé de quitter Bali en 1957 pour avoir refusé de vendre une de ses peintures au Président Soekarno ; il n'y revint que quinze ans plus tard.

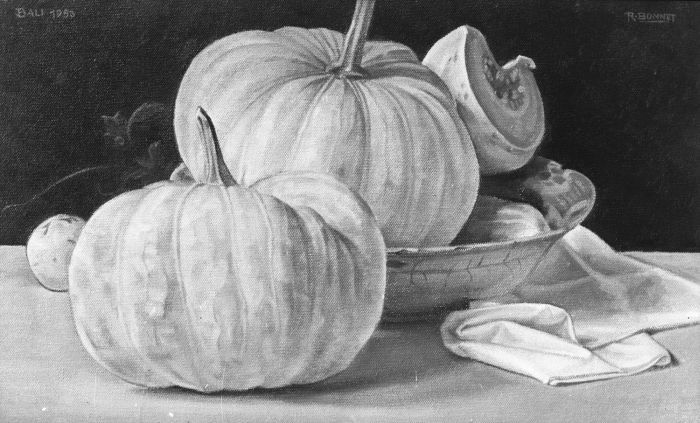
Nature morte (années 1950)
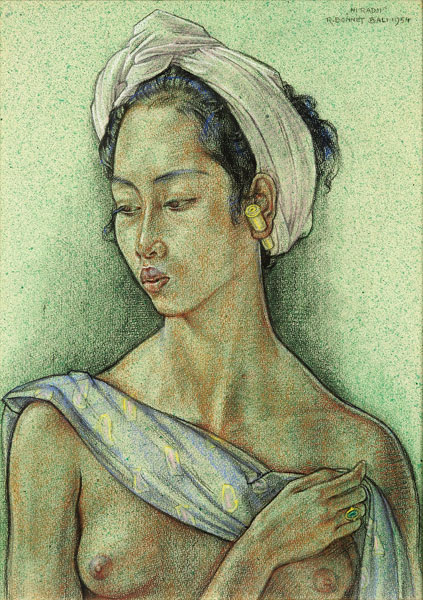
Ni Radji Bali (1954)
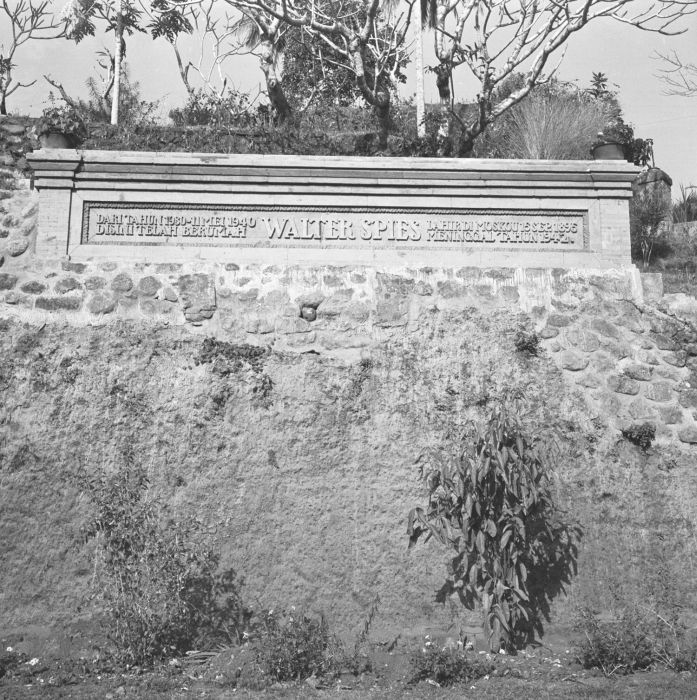
Monument dédié à Walter Spies
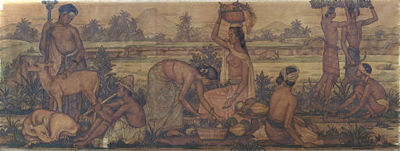
Marché